# Cimetière de Châtillon
Le cimetière de Châtillon est le cimetière communal de la ville de Châtillon près de Paris, dans les Hauts-de-Seine. Ouvert en 1827, il remplace l'ancien cimetière autour de l'église Saint-Philippe-et-Saint-Jacques fermé en 1826. Il a été agrandi en 1876 et en 1898. 

## Description
Le cimetière est disposé autour de deux longues allées, coupées à angle droit de sept allées secondaires, et d'allées d'enceinte. le visiteur remarque à gauche de l’entrée, un monument élevé en 1876 par les architectes Hersant et Maréchal à la mémoire de cinquante-cinq soldats français morts dans la redoute du fort de Châtillon, le 19 septembre 1870. Il a été inauguré en 1893. Le cimetière possède aussi un monument aux morts de la Guerre de 1914-1918 et un monument aux morts de la Guerre de 1939-1945, inscrits à l'inventaire.
Une partie ancienne du cimetière a été préservée, ce qui permet de conserver des sépultures du XIXe siècle ou du début du XXe siècle dont certaines comportent des médaillons, des bustes et des ornements funéraires, comme celle de la jeune Marguerite Genestal représentée en buste dans un médaillon (par Grégoire Calvet) et dont la tombe est décorée de mosaïques remarquables. La chapelle des familles Courtois et Teston, en mauvais état, est inscrite à l'inventaire, comme la sépulture du capitaine Jully avec des mosaïques et certaines comportant des médaillons (Perrotin, Coquelin, Dr Lasègue, Suzanne Berchot).

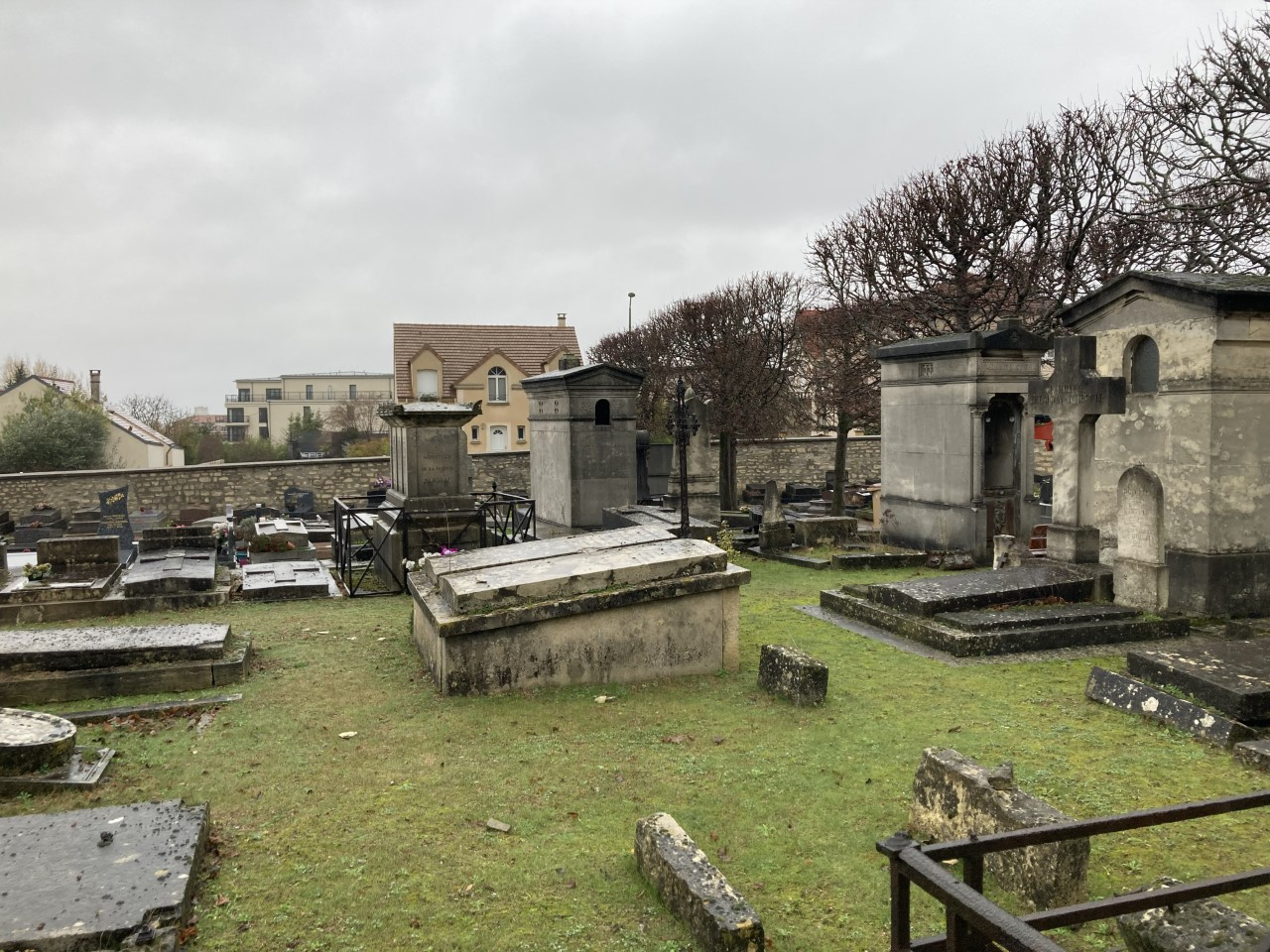
Partie ancienne du cimetière.
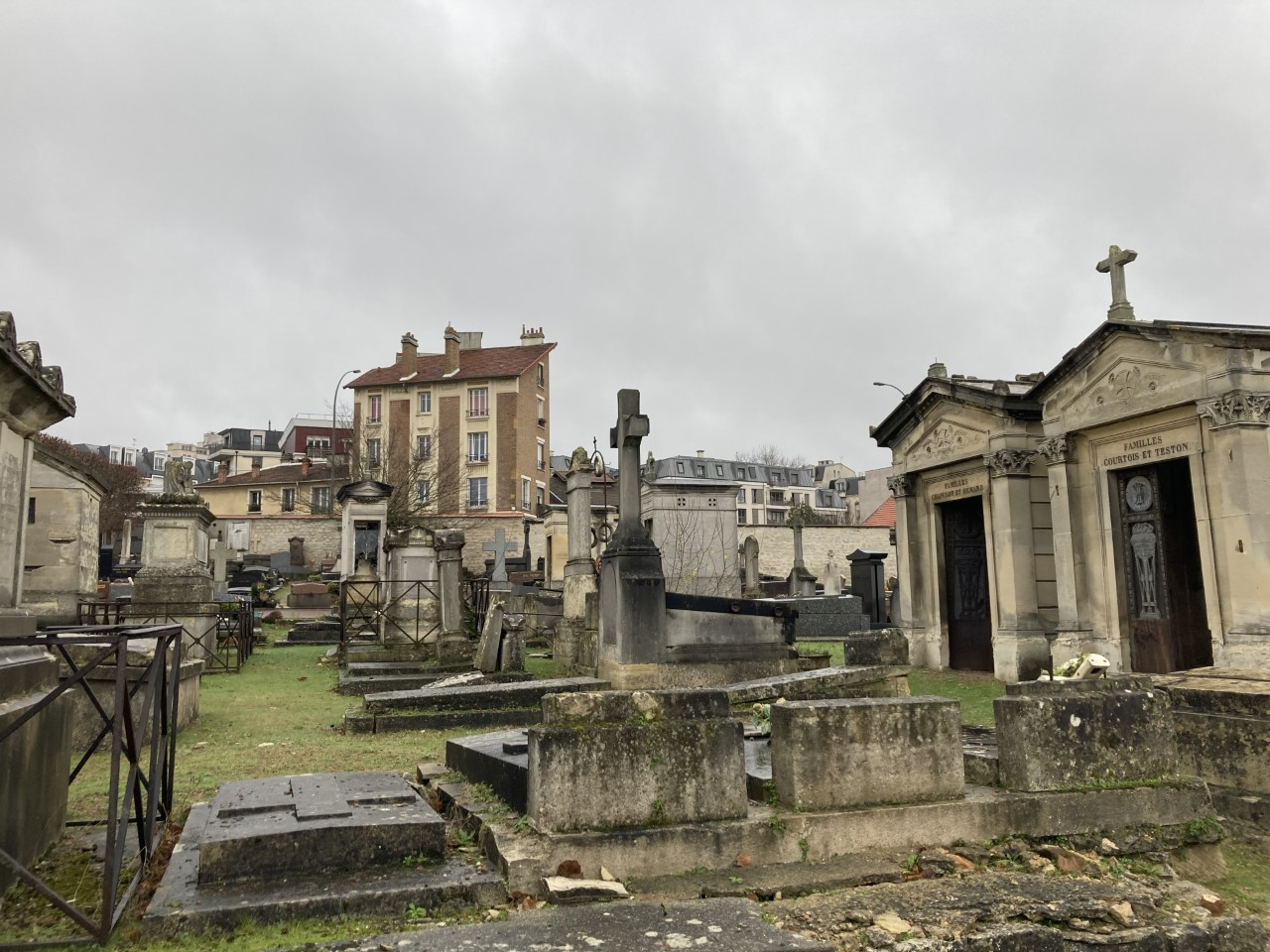
Partie ancienne du cimetière.
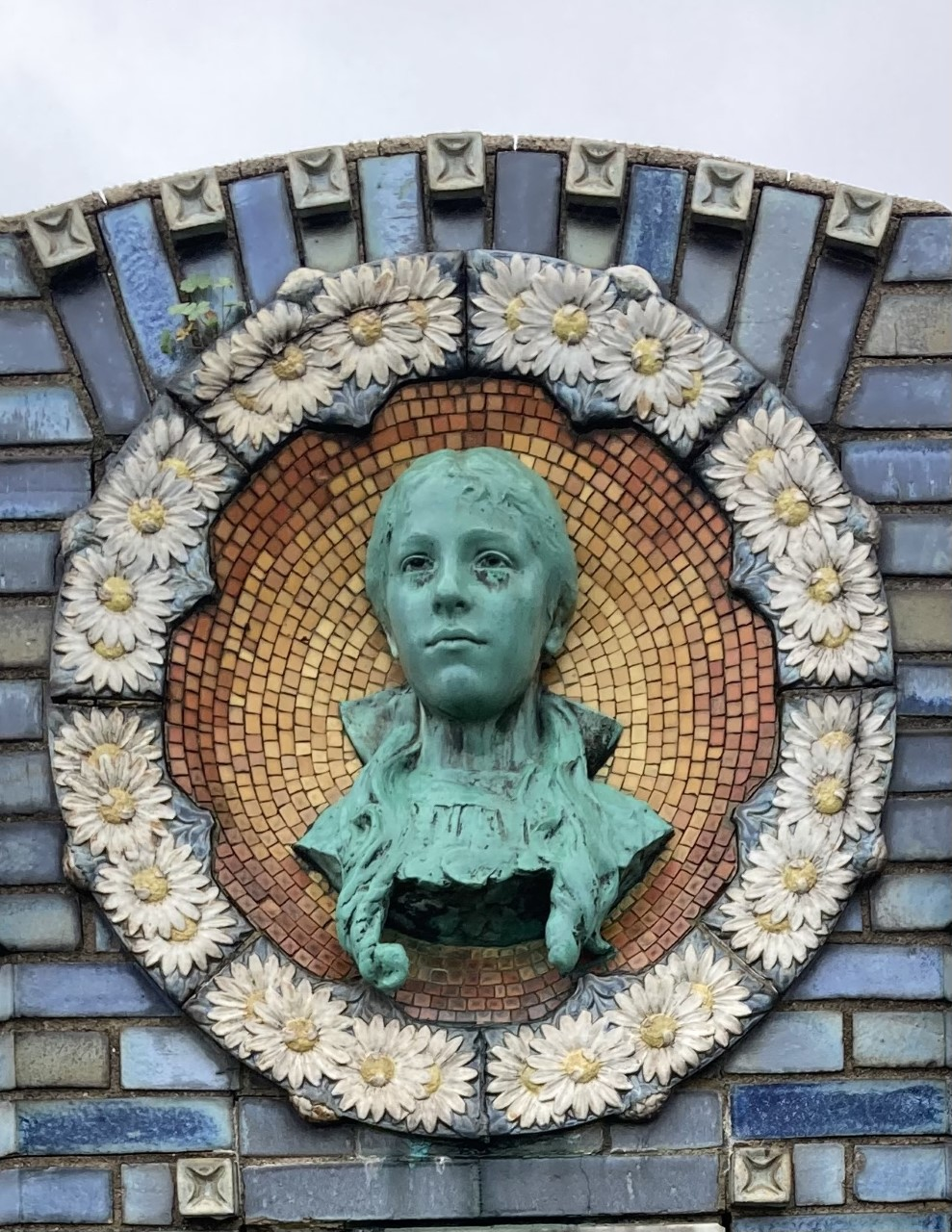
Détail de la tombe de Marguerite Genestal.
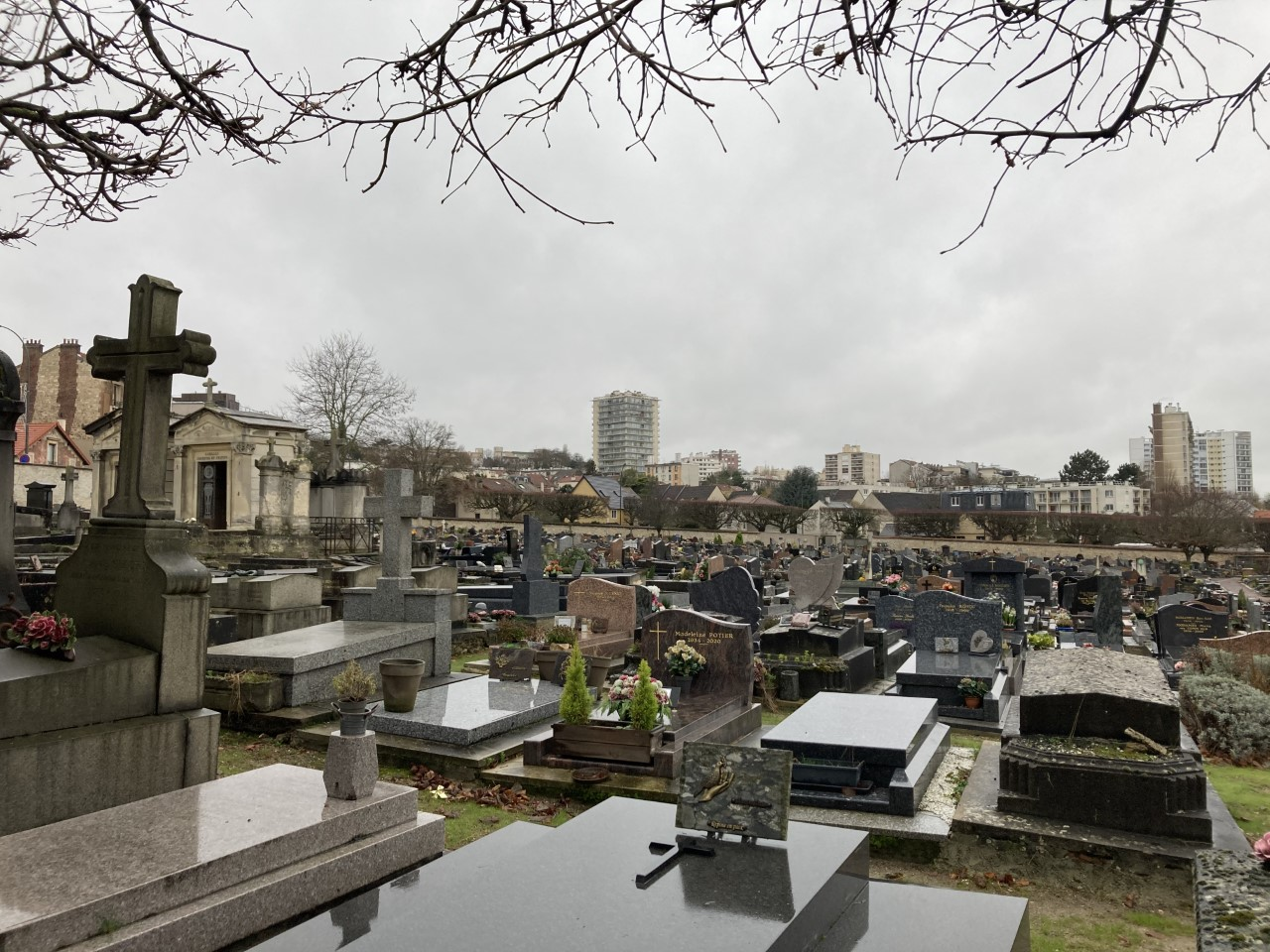
Vue panoramique.

## Personnalités
- Gabriel Coquelin (1851-1927), sculpteur statuaire (médaillon en bronze signé par lui-même) ;
- Charles Lasègue (1816-1883), psychiatre (médaillon en bronze par Charles Desouches[4]), inhumé avec son père, le botaniste Antoine Lasègue (1792-1873)[5] ;
- Léo Malet (1909-1996), journaliste et auteur de romans policiers, père du personnage de Nestor Burma ;
- Théodore Monod (1902-2000), géologue, archéologue, zoologiste, inhumé avec son père, le pasteur Wilfred Monod (1867-1943) ;
- Famille de Pressensé, dont le pasteur Edmond de Pressensé (1824-1891), député et sénateur, Élise de Pressensé son épouse (1826-1891), femme de lettres et bienfaitrice et leur fils Francis de Pressensé (1853-1914), membre fondateur de la Ligue des droits de l'homme, député, défenseur du capitaine Dreyfus ;
- R.P. Jean-Vincent Scheil, op (1858-1940), assyriologue, traducteur du code de Hammurabi.

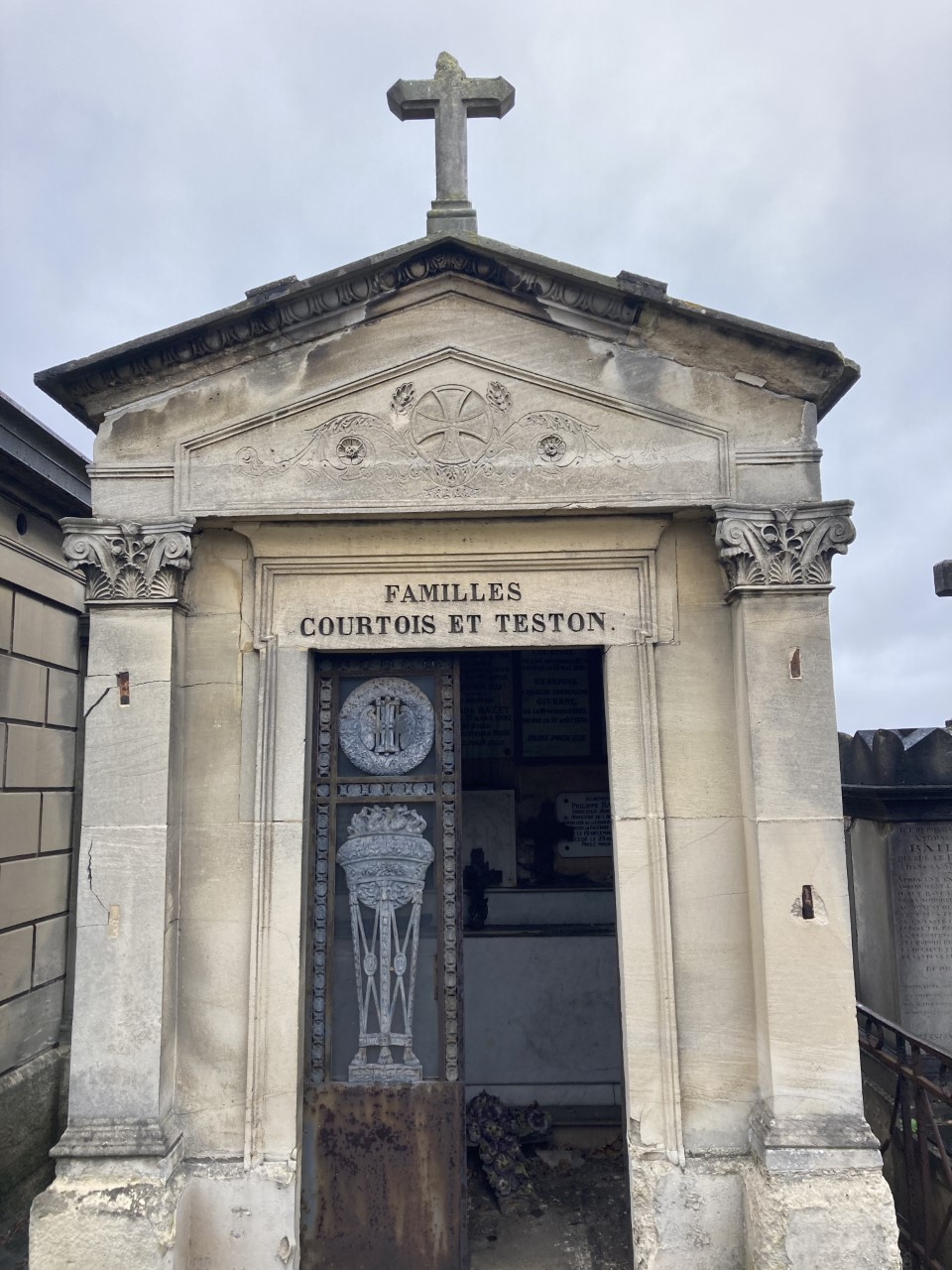
Chapelle Courtois et Teston, inscrite à l'inventaire[3].
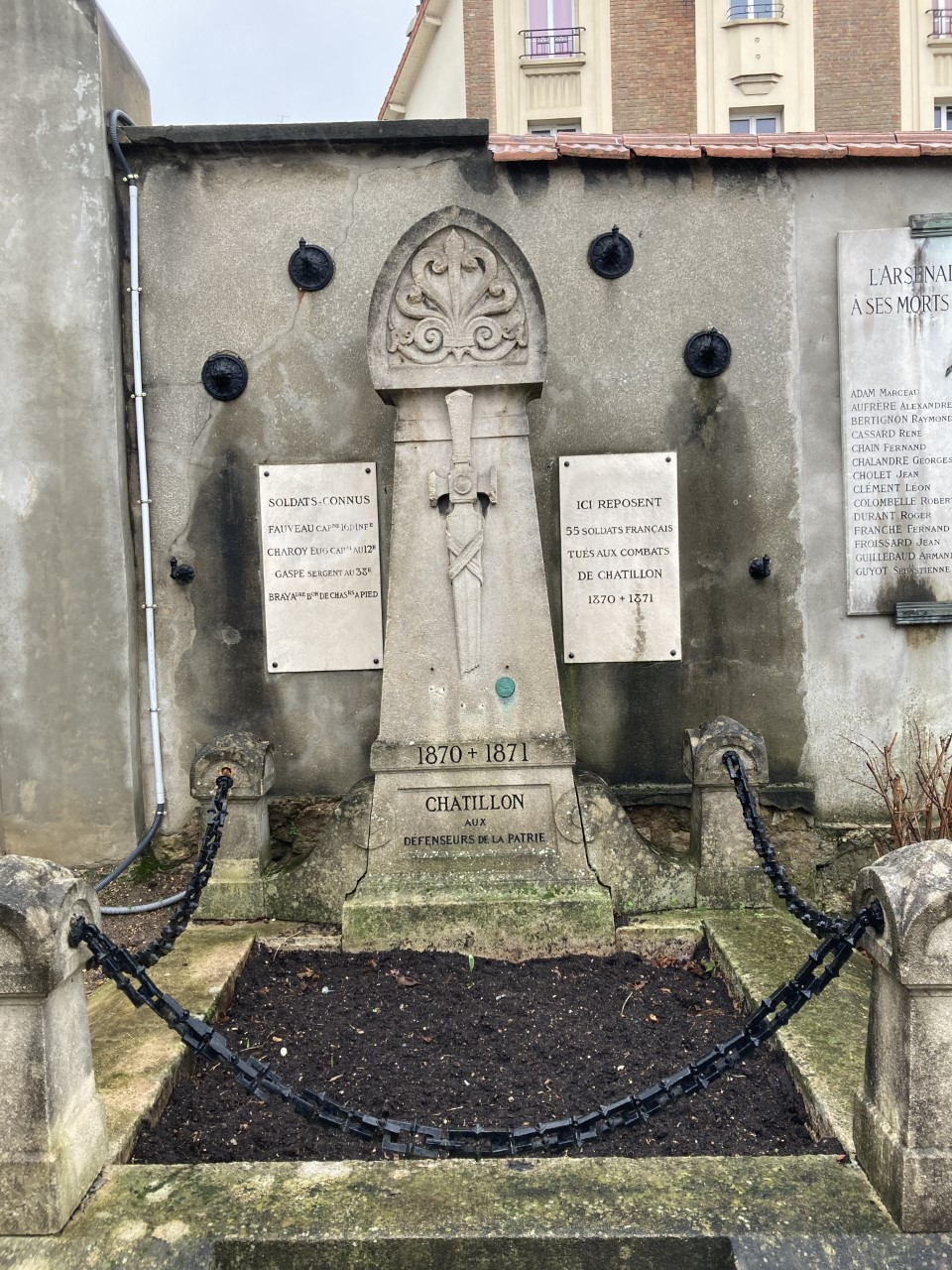
Fosse et monument des soldats de 1870-1871.
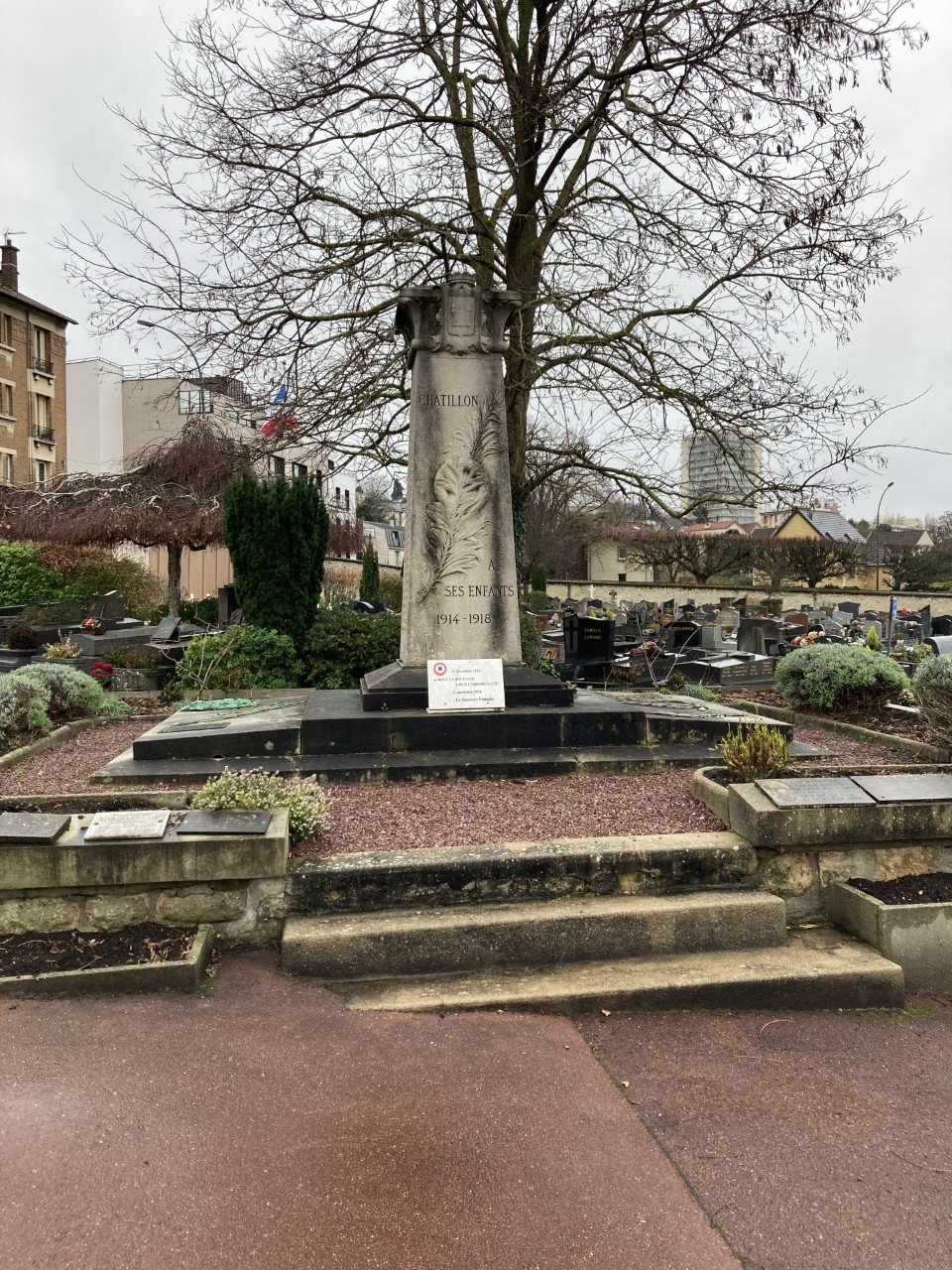
Monument aux morts de 1914-1918.
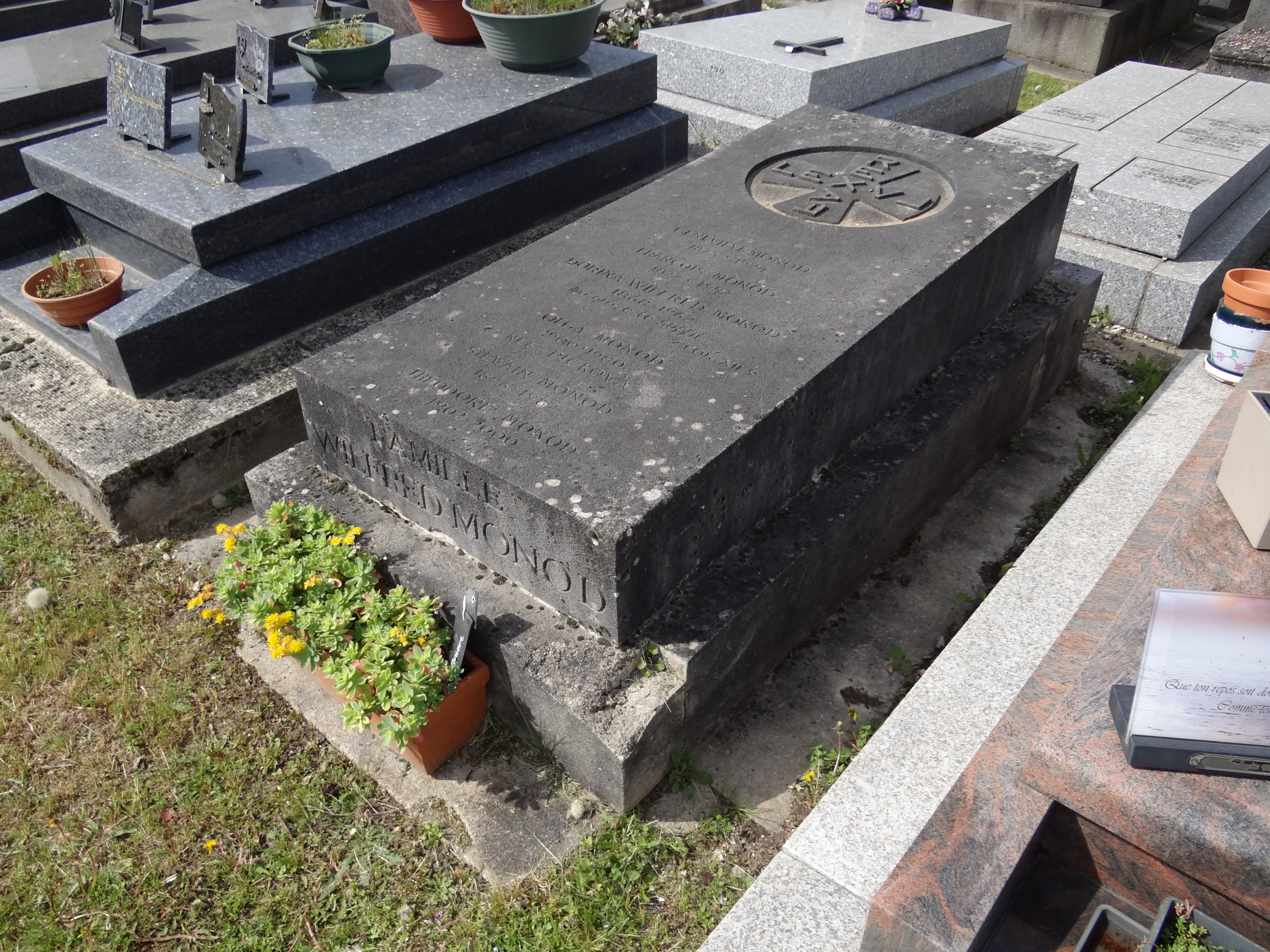
Tombe de Wilfred et de Théodore Monod.
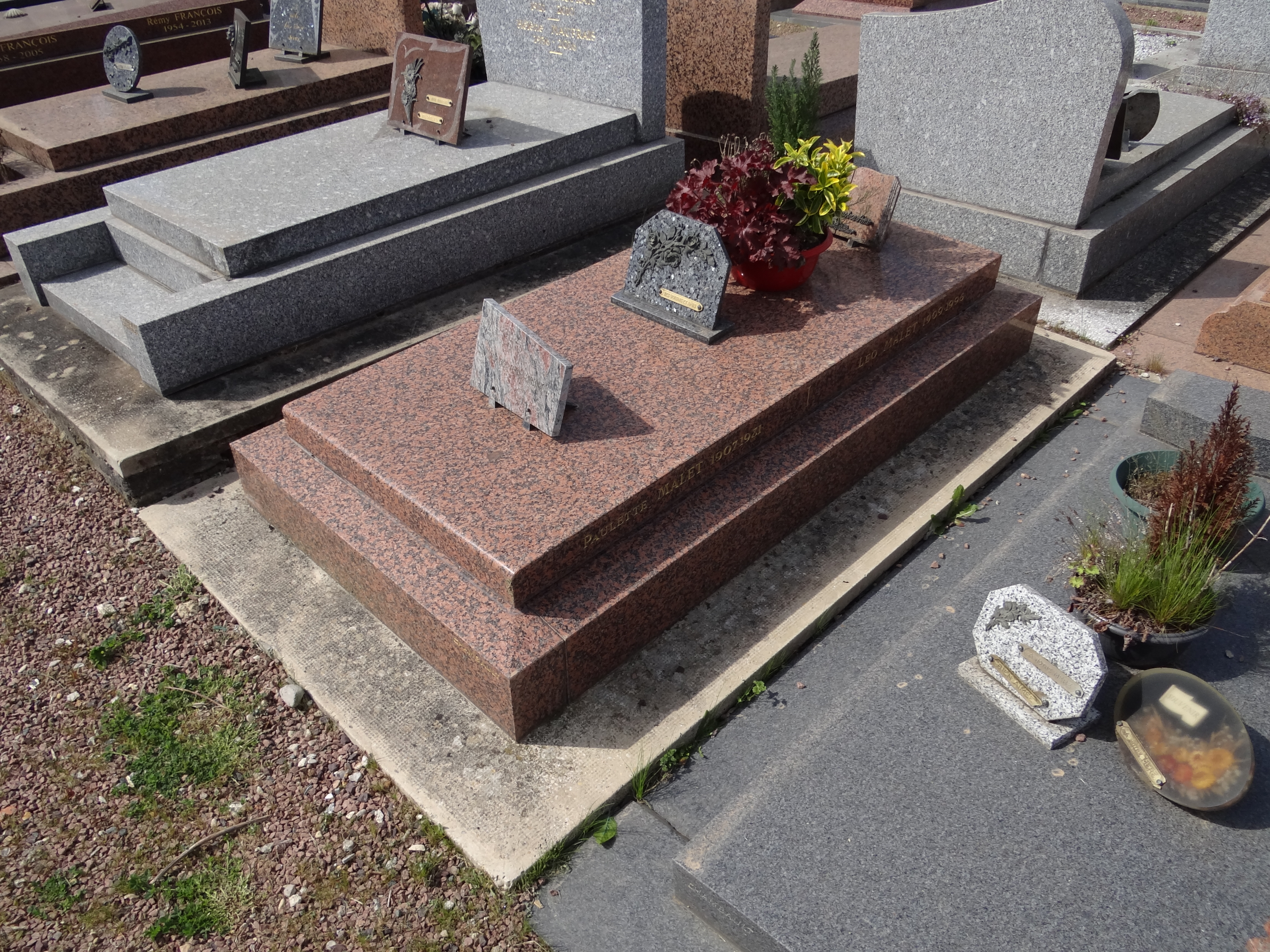
Tombe de Léo Malet.